# آجي جاي
آجي جاي أو طلخة رود (الأذرية: آجی چای، الفارسية: تلخه رود؛ وكلاهما يعني " النهر المر")، هو نهر في منطقة أذربيجان في إيران. يبلغ طول هذا النهر 265 كيلومترًا ويجري معظمه في محافظة أذربيجان الشرقية.
يقع جسر آجي جاي التاريخي فوق النهر، على طريق تبريز القديم إلى مرند، خارج تبريز مباشرة وعلى الجانب الشرقي من مطار تبريز الدولي.

## طالع أيضًا
- نهر مهرانه

## ملحوظات
1. ↑  Ehlers، E. (29 يوليو 2011). "ĀJĪ ČĀY". الموسوعة الإيرانية. مؤرشف من الأصل في 2025-02-18. اطلع عليه بتاريخ 2015-10-06.
2. ↑  Rasaneh، Sirang. "Ajy Chay (Talkheh Rood) River". Iran Tourism & Touring. مؤرشف من الأصل في 2019-06-05. اطلع عليه بتاريخ 2020-11-11.
3. ↑  Eduljee، K. E. "Persian Gardens, Chahar Bagh, Pairidaeza, Baghs". Zoroastrian Heritage. مؤرشف من الأصل في 2020-11-09. اطلع عليه بتاريخ 2019-06-05.
4. ↑  "پل آجی چای" [Aji Chay Bridge]. سازمان ميراث فرهنگي، صنايع دستي و گردشگري استان آذربايجان شرقي (بالفارسية). 8 فبراير 2007. مؤرشف من الأصل في 2011-07-22. اطلع عليه بتاريخ 2009-09-29.

37°45′N 45°42′E / 37.750°N 45.700°E